# La Gupiá
Lagupie (en francès Lagupie) és un municipi francès situat al departament d'Òlt i Garona i a la regió de la Nova Aquitània.

## Demografia
| 1962                                       | 1968 | 1975 | 1982 | 1990 | 1999 | 2007 |
| ------------------------------------------ | ---- | ---- | ---- | ---- | ---- | ---- |
| 347                                        | 348  | 343  | 460  | 513  | 489  | 572  |
| Des de 1962: població sense dobles comptes |      |      |      |      |      |      |

## Administració
| Període   | Identitat        | Partit |
| --------- | ---------------- | ------ |
| 1989-2001 | Pierre Jarrousse | PCF    |
| 2001-     | Jean-Max Martin  |        |